# Willa Wilhelma Blumwe w Bydgoszczy
Willa Wilhelma Blumwe w Bydgoszczy – zabytkowa willa w Bydgoszczy.  

## Położenie
Budynek stoi we wschodniej pierzei ul. Gdańskiej, przy skrzyżowaniu z ul. Słowackiego. 

## Historia
Budynek wzniesiono w latach 1900–1904 według projektu architekta Hildebrandta z Berlina. Inwestorem był Wilhelm Blumwe, spadkobierca bogatego bydgoskiego przemysłowca Carla Blumwe. Byli oni także właścicielami fabryki usytuowanej przy ul. Nakielskiej.
Wilhelm Blumwe, kształcony w Niemczech, a później w Anglii wrócił w 1878 r. do Bydgoszczy i został wspólnikiem ojca w prowadzeniu Fabryki Traków i Maszyn do Obróbki Drewna. Po śmierci ojca w 1887 r. kierował firmą sam, rozwijając ją i unowocześniając, przekształcając w 1897 r. w Spółkę Akcyjną, mającą swoje przedstawicielstwa w Berlinie, Magdeburgu i Kolonii, eksportującą swoje wyroby do Chin, Ameryki i Afryki. Wysokie dochody (ok. 55-60 tysięcy marek rocznie) pozwalały Wilhelmowi Blumwemu na prowadzenie działalności społecznej i charytatywnej, jak również na wzniesienie okazałej willi. 
Willa i ukształtowanie terenu wokół niej było starannie przemyślaną koncepcją utrzymaną w stylu niewielkiego założenia willowo-ogrodowego.
Osobliwością gmachu była urna z prochami Carla Blumwego, na zlecenie rodziny umieszczona na szczycie tympanonu. Rezydencja należała do rodziny Blumwe do 1923 r., kiedy zmarła wdowa po Wilhelmie, Maria. Od 1923 r. do 1933 r. właścicielem domu został Leon Figiel. Przebudował on nieznacznie wnętrze willi. W 1933 r. (bądź 1930) budynek został przejęty przez Klub Polski grupujący elitę intelektualną miasta, a podnajemcami byli od 1936 r. działacze Polskiego Białego Krzyża, Ekspozytura Oddziału II Sztabu Generalnego, po dwóch latach przeniesiona na ul. Poniatowskiego 5. Opuszczone przez Ekspozyturę pomieszczenia zajęło Studio Bydgoszcz Polskiego Radia. 
Od jesieni 1939 do początku 1940 roku budynek zajęło dowództwo niemieckiej samoobrony (niem. Selbstschutz Westpreussen). W piwnicach dokonano wówczas licznych rozstrzelań Polaków, a na gmachu znajduje się obecnie tablica pamiątkowa ku czci pomordowanych. Od września 1940 r. mieściło się tu kierownictwo powiatowe NSDAP (niem. Kreisleitung der NSDAP Westpreussen), w tym czasie strącono ze szczytu tympanonu urnę z prochami Carla Blumwego, wnętrze przebudowano dzieląc obszerne pomieszczenia na szereg sal biurowych, rozebrano ogrodzenie, a przed fasadą postawiono dwa wysokie, pomalowane na biało maszty.
W 1945 roku gmach zaadaptowano dla potrzeb Pomorskiej Rozgłośni Polskiego Radia, wysyłającej w eter pierwszą audycję już 1 maja 1945 r. Pracował tu m.in. Jeremi Przybora. W 1995 r. budynek został odnowiony, za co Rozgłośnia Polskiego Radia PIK otrzymała nagrodę I stopnia w konkursie organizowanym przez Generalnego Konserwatora Zabytków dla najlepszego użytkownika obiektu zabytkowego.

## Architektura
Budynek posiada formę klasycyzującego pałacu, nawiązującego do rozwiązań willi palladiańskich (Villa Capra pod Vicenzą proj. Andrea Palladia). Willa wzniesiona jest na rzucie zbliżonym do prostokąta, złożona z części frontowej piętrowej i niższej parterowej od wschodu, z tarasem wychodzącym na ogród. Na osi elewacji frontowej znajduje się ryzalit, z portykiem na wysokości piętra, zwieńczonym tympanonem. Od frontu willa poprzedzona jest tarasem ze schodami lustrzanymi. Elewacje zdobią pilastry, boniowanie, jońskie kapitele, metalowe i kamienne balustrady tarasów i balkonu oraz trójkątne naczółki okien. Współcześnie dobudowany jest łącznik nadziemny spinający w całość willę z sąsiednim budynkiem. 
Z pierwotnego wystroju wnętrza zachowała się reprezentacyjna sala parteru przekryta szklanym plafonem o charakterze patio.
Od strony wschodniej znajdował się ogród, zaprojektowany w 1901 r. przez projektanta zieleni inżyniera Johanna E. Larassa.

## Galeria

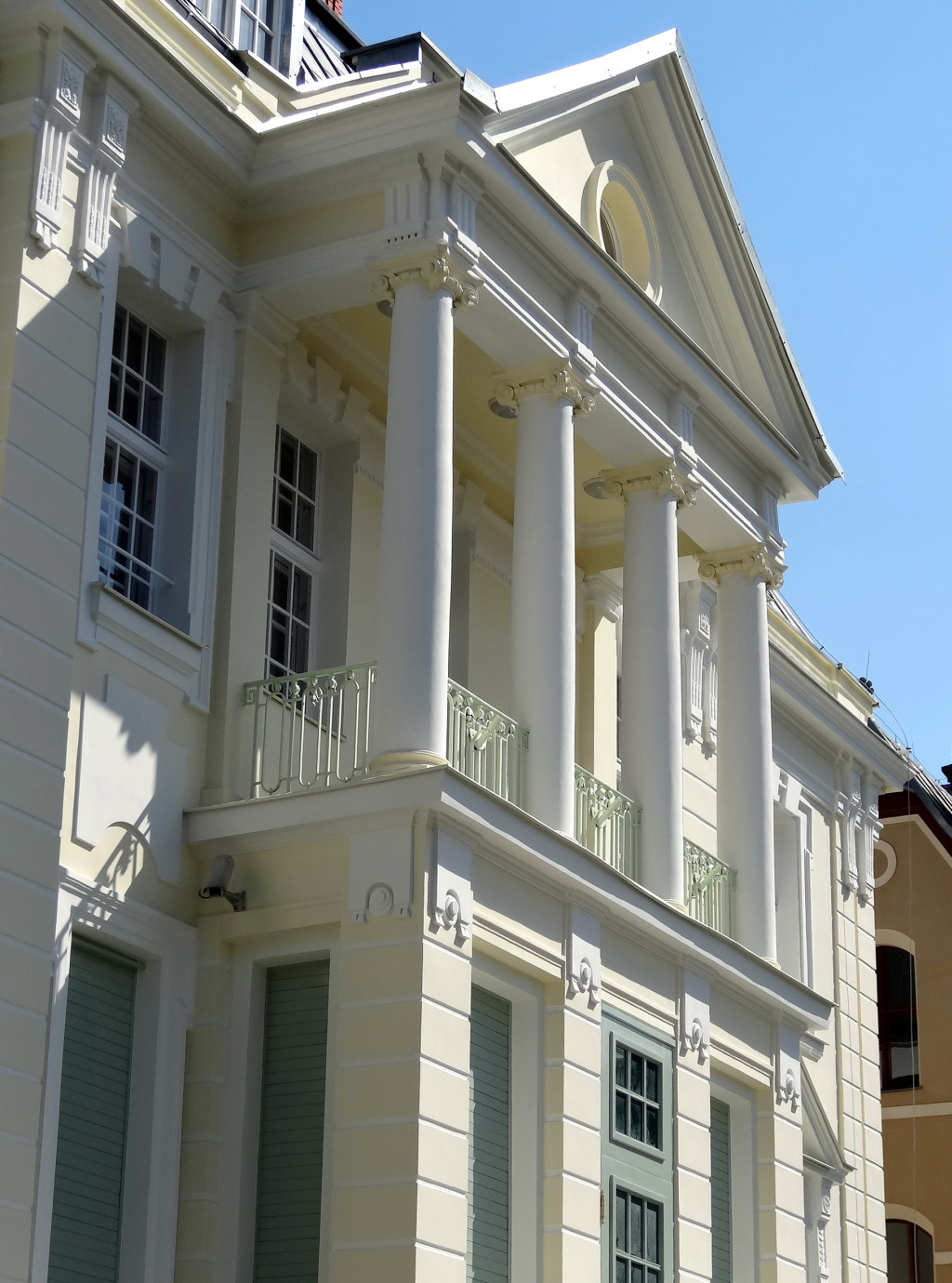
Kolumnada